# Pan de Ousá

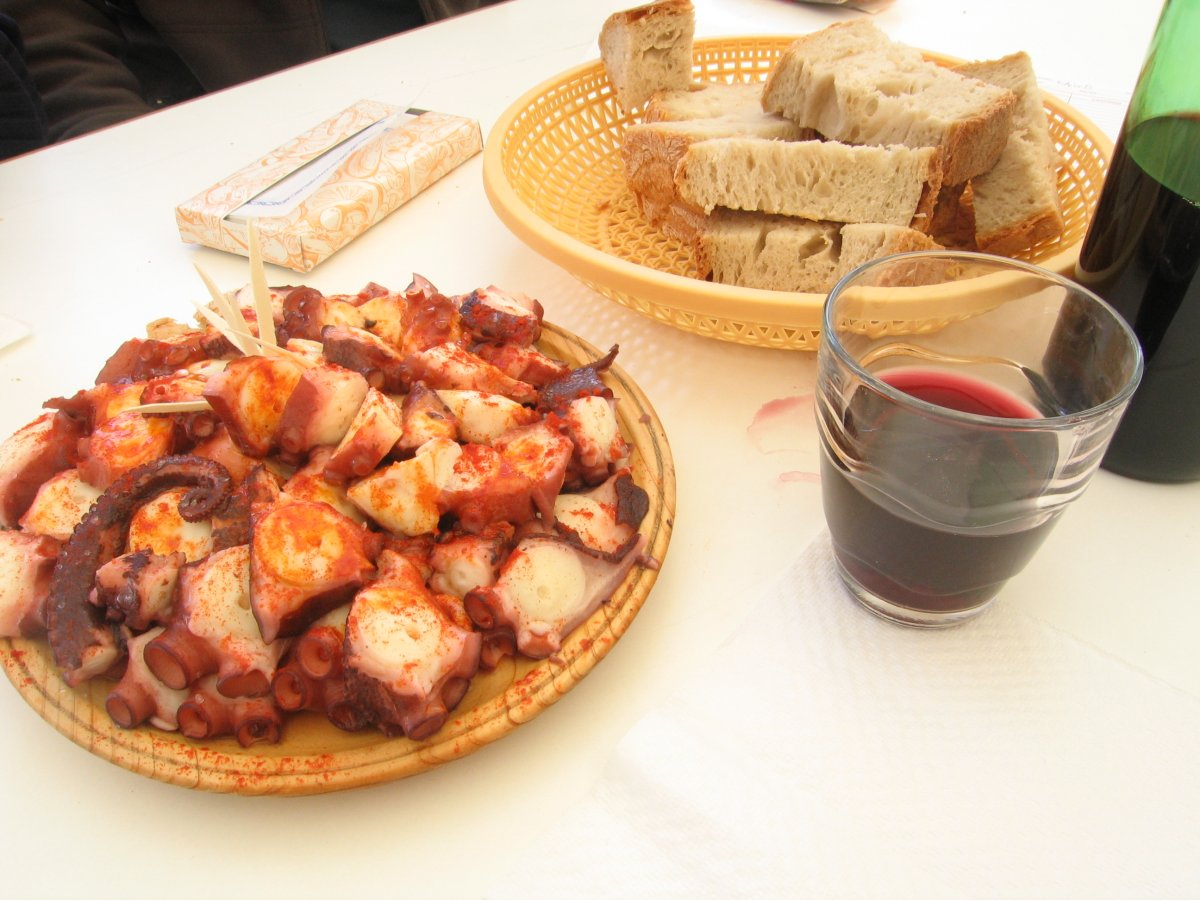
Polbo á feira (pulpo a la gallega) con vino y pan de Ousá.

El pan de Ousá es un reconocido pan tipo hogaza que se elabora en la parroquia de San Xiao de Ousá, en la provincia de Lugo, Galicia (España). Se elabora con harina de fuerza (W300), mezclada con harinas de trigo, maíz o centeno del país, levadura, agua y sal. Es un pan de miga compacta, húmeda y suave, y una corteza oscura, enharinada, de sabor recio y de notable grosor, que permite que el pan aguante tierno por más de dos semanas. Su apariencia es redonda y aplastada, similar a una torta, y se caracteriza por una enorme greña transversal.

## Origen y difusión
El pueblo de San Xiao, que apenas llega a las setenta casas, en cambio goza de seis panaderías. La producción de pan es el principal sustento de la parroquia, y así ha sido durante siglos. Sin embargo, la despoblación causó estragos, y la tradición panadera estuvo a punto de perderse. Gracias al trabajo de uno de sus vecinos, Don Ángel Lameiro, poco a poco el pan de Ousá se fue recuperando a mediados de los años 1970. Posteriormente se popularizó gracias a su venta en multitud de ferias gastronómicas locales. El pan de Ousá se vende en Friol y otros municipios cercanos. Es conocida la Feria del Queso de Friol y del Pan de Ousá, celebrada en marzo. También se distribuye una pequeña parte en Ponferrada y Madrid.

## Elaboración
Se caracteriza por unos tiempos de amasado y reposo notablemente largos, de hasta cuatro horas. Por ello, para la fermentación, se puede usar levadura o algún tipo de prefermento. La harina local, molida a la piedra en molino hidráulico, garantiza una excepcional calidad.
Primeramente, los ingredientes se mezclan y se amasan. Se deja reposar en bloque una hora y media hasta que doble su tamaño. Los panaderos de Ousá dominan parámetros como la temperatura ambiente, que debe rondar los 24-26 °C. Luego, la masa se divide y se bolea. Un segundo reposo precede al formado, y de nuevo se le deja un tercer reposo de entre 45 y 60 minutos. Finalmente, se greña por enmedio y se mete en el horno de leña entre 90 y 100 minutos a unos 200°&nbspc;C.